# Корча (окръг)
Окръг Корча (на албански: Rrethi i Korçës) е един от тридесет и шестте окръзи в Албания, част от област Корча, съществувалот 1913 до 2000 година. Населението му е 194 000 души (2004), а главният му град е Корча. В окръга живее значително българско/македонско, гръцко и влашко малцинство.
Окръг Корча има площ от 2180 км² и е вторият по големина в Албания. Разположен е в югоизточната част на страната. На север граничи с окръг Поградец и със Северна Македония, на североизток с гръцкия ном Лерин, на изток с окръг Девол, на юг с окръзите Колония и Пърмет и с окръзите Грамш и Скрапар на запад. Освен Корча друг важен център в окръга е град Малик.
Окръгът обхваща част от областта Македония – населената с хора с българско/македонско национално съзнание област Мала Преспа, на чиято територия е разположена едноименната община. В окръга са и двете последни български села в Корчанско Бобощица и Дреново.
Общото население на окръга е 193 992 жители; 50 786 семейства
град Корча – 74 370 жители; 23 082 семейства
град Малик – 5361 жители; 1388 семейства
В окръга има 15 общини и 151 села.